# Daniel Lévi
Daniel Lévi (ur. 26 sierpnia 1961 w Konstantynie, w Algierii, zm. 6 sierpnia 2022 w departamencie Delta Rodanu) – francuski wokalista, pianista, kompozytor i autor tekstów piosenek.

## Życiorys
Urodzony w Algierii, dzieciństwo spędził w Lyon, w regionie Rodan-Alpy, w departamencie Rodan. Przez dziesięć lat uczył się gry na fortepianie w konserwatorium w Lyon.
Przygotowywał się do swojej pracy jako muzyk.
Mając dwadzieścia dwa lata skomponował i zrealizował jego pierwszy album pt. Cocktail (1983). Jego debiutem scenicznym była podwójna rola Alfreda de Musseta i Fryderyka Chopina w musicalu Catherine Lara Sand i romantyzmy (Sand et les romantiques, 1991) w Le Châtelet, w Regionie Centralnym, w departamencie Cher. W 1993 został zatrudniony przez Disney Studios, by w duecie z Karine Costą zaśpiewać piosenkę „Ce rêve bleu (thème d’Aladdin)” (To marzenie niebieskie) do francuskiej wersji filmu animowanego Aladyn. W 1996 w studio AB nagrał swoją drugą płytę pt. Entre parenthèses (Nawiasy), na której skomponował w całości wszystkie utwory.
W latach 2000–2002 trafił do publiczności francuskiej i odniósł fenomenalny sukces sceniczną kreacją Mojżesza w musicalu Dziesięć przykazań (Les Dix Commandements), gdzie wykonał m.in. pieśń finałową „L’envie d’aimer” (Pragnę miłości). W październiku 2002 wydany został jego trzeci album Ici et maintenant (Tu i teraz). W styczniu 2005 ukazał się jego czwarta płyta pt. Le cœur ouvert (Otwarte serce), wyprodukowany we współpracy z Pascalem Obispo.

## Życie prywatne
Z pierwszego związku miał syna Abla. Ze związku małżeńskiego z Laure miał syna Rephaëla i córkę Rivkę. Z małżeństwa z Sandrine Aboukrat miał córkę (ur. 15 lipca 2022).

### Śmierć
Od 2019 chorował na raka jelita grubego. Zmarł 6 sierpnia 2022 w wieku 60 lat i został pochowany następnego dnia na placu żydowskim na cmentarzu św. Piotra w Marsylii.

## Dyskografia

### albumy
| rok  | tytuł             | wykres  | wykres | Wydawca (Francja)      |
| rok  | tytuł             | Francja | Belgia | Wydawca (Francja)      |
| ---- | ----------------- | ------- | ------ | ---------------------- |
| 1983 | Cocktail          | –       | –      | Pomme Music            |
| 1996 | Entre parenthèses | –       | –      | EMI Music France       |
| 1996 | Ici et Maintenant | 34      | 47     | –                      |
| 2005 | Le Cœur ouvert    | 51      | –      | Universal Music France |

### single
| rok  | tytuł               | wykres  | wykres | wykres     | status (Francja) |
| rok  | tytuł               | Francja | Belgia | Szwajcaria | status (Francja) |
| ---- | ------------------- | ------- | ------ | ---------- | ---------------- |
| 1993 | „Ce Rêve bleu”      | –       | –      | –          | Srebrna Płyta    |
| 2000 | „L’Envie d’aimer”   | 2       | 2      | 20         | Diamentowa Płyta |
| 2001 | „Mon Frère”         | 41      | –      | –          | –                |
| 2002 | „Ici et Maintenant” | 41      | 38     | –          | –                |

1 duet z Karine Costą

2 duet z Ahmedem Mouici

### składanki
- 1991: Les Romantiques (wyd. Tréma)
- 2000: Les dix Commandements (wyd. Mercury);
utwory:
A chacun son rêve z Ahmedem Mouici,
Je n’avais jamais prié z Pablo Villafrancą,
Celui qui va,
A chacun son glaive z Ahmedem Mouici,
Mon frère z Ahmedem Mouici,
Les dix commandements,
L’envie d’aimer.